# Santuari de Zeus Polieu
El santuari de Zeus Polieu era un recinte sagrat a l'aire lliure dedicat a Zeus Polieu ('protector de la ciutat') pels volts de l'any 500 aC al punt culminant de l'Acròpoli d'Atenes, situat al nord-est del Partenó. Tot i que no se n'ha descobert cap traça, el seu pla trapezoïdal amb diverses entrades (la principal de les quals es creu que estava coronada per un frontó) es dedueix pels talls a la roca que hi ha en aquella àrea de l'acròpoli. De fet, tot el que se'n sap prové més aviat de fonts literàries que no pas arqueològiques.
S'hi duia a terme cada any a l'estiu la cerimònia de la bufònia (Βουφόνια) o sacrifici dels bous, un dels ritus principals de les festes de les Dipolies, en honor de Zeus Polieu. A la part oriental del recinte hi havia un estable on es guardaven els bous que havien de ser sacrificats. També contenia un petit temple in antis amb un llarg altar al davant; la part baixa del temple era de pedra, mentre que la superior era de fusta; al centre de la cel·la hi havia el forat per on s'escolava la sang dels sacrificis.
Probablement s'hi alçava una estàtua de Zeus de tipus arcaic, representat dempeus amb el braç esquerre estès i el dret aixecat per llançar un llamp.